# Coulandon
Coulandon je francouzská obec v departementu Allier v regionu Auvergne. V roce 2011 zde žilo 700 obyvatel.

## Sousední obce
Bressolles, Marigny, Neuvy, Souvigny

## Vývoj počtu obyvatel
Počet obyvatel 